# Vincenzo Promis
Vincenzo Promis (Torino, 8 luglio 1839 – Torino, 19 dicembre 1889) è stato un numismatico, bibliotecario, storico ed epigrafista italiano.

## Biografia
Vincenzo Promis, figlio di Domenico e di Marianna Borbonese, studiò legge all'Università di Torino e per qualche tempo lavorò al Ministero degli Esteri. Ma, in seguito al trasferimento della capitale a Firenze, preferì rimanere a Torino ed entrò nella Direzione della Biblioteca e del Medagliere Reale. 
Nel 1867 pubblica un intervento nella Revue numismatique di Parigi. Nel 1868 esce Sull'origine della Zecca Veneta e l'anno successivo le Tavole sinottiche delle monete battute in Italia e da Italiani all'estero, testo ampiamente citato nella letteratura specialistica.
Successe al padre nella Direzione della Biblioteca e dell'unito Gabinetto Numismatico, fu membro di diverse istituzioni, tra cui la Regia Deputazione di Storia Patria, la Consulta Araldica, la Regia Accademia delle Scienze di Torino.
Come storico si interessò prevalentemente della casa Savoia, collaborando con A. Manno per la Bibliografia storica degli stati della monarchia di Savoia, pubblicata dal 1884 al 1934.
Curò anche la pubblicazione di un'edizione della Divina Commedia e i memoriali di Diego Colombo.

## Pubblicazioni
- Sull'origine della Zecca Veneta. Torino, 1868 (Nuova edizione 1883).
- Tavole sinottiche delle monete battute in Italia e da Italiani all'estero. Torino, 1869.
- Sigilli italiani editi ed illustrati. Torino. 1874.
- Tessere di Principi di Casa Savoia o relative ai loro antichi Stati. Torino, 1879.